# Корончатое сверло

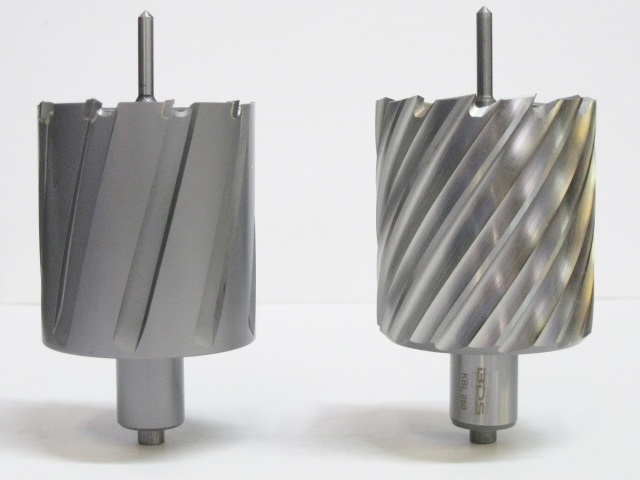
Пустотелое сверло (core drill).
Left image showing a TCT core drill and Right image showing a HSS core drill with an ejector pin from BDS Maschinen GmbH.

Корончатое сверло (также известное под названиями пустотелое сверло, кольцевое сверло, кольцевая фреза) — сверло в виде пустотелого цилиндра, предназначенное для сверления отверстий в стали и цветных металлах. Удаляет материал по периферии отверстия, оставляя материал в центре (который при сверлении насквозь удаляется в виде «пробки»). Корончатые свёрла — альтернатива менее эффективным и более дорогим и медленным спиральным свёрлам. Корончатые свёрла очень похожи на кольцевые пилы, разница лишь в материале и геометрии режущих кромок. Корончатые свёрла производительнее, проще и более точные, чем обычные спиральные свёрла.
Корончатое сверло удаляет материал только по периферии отверстия, а не из всего отверстия, как обычные спиральные свёрла. Коронки для бурения бетона во многом схожи с корончатыми свёрлами, различаясь только в материалах и режущих кромках. Корончатые свёрла изготавливаются из быстрорежущей стали (HSS), или из стали с напайками из твердого сплава.
Корончатые свёрла выпускаются в различных размерах, от 12 мм до 200 мм (и более под заказ). Типичная длина корончатого сверла 30, 55, 75 и 110 мм.
Корончатое сверло было изобретено и запатентовано мистером Дизом Хогеном (Dough Hougen) в 1973. Корончатое сверло из быстрорежущей стали было изобретено Майклом Бехари (Michael Beharry) в 1983. Корончатое сверло с твердосплавными напайками было изобретено в 1985 Микией Тосио (Mikiya Toshio) и Содзи Митихиро (Shoji Michihiro).
Несмотря на то, что некоторые используют корончатые свёрла на обычных сверлильных станках, такое использование не рекомендуется — частота вращения у обычных сверлильных станков слишком высокая, что может повести к поломке или порче инструмента.
Недостатком корончатого сверла является невозможность сверления глухих отверстий.

## История
В начале 1970-х Диз Хоген (Dough Hougen) изобрел корончатое сверло Rotabroach. В то время обычные спиральные свёрла были столь популярны, что идея нового сверла не находила заинтересованности у людей. Хоген предлагал свое сверло производителям спиральных свёрл, но они не проявили интереса. Тогда Хоген показал сверло слесарям и сборщикам металлоконструкций, и они проявили живой интерес. Тогда они использовали для сверления отверстий в металлоконструкциях сверлильные станки на магнитной подошве. Они были очень тяжелыми и «портативными», обладая массой в 45 кг требовали двоих рабочих для установки. Строители прозвали эти станки «создателями вдов», поскольку при сверлении спиральными свёрлами из-за усилий станок иногда отрывало от поверхности и сбрасывало рабочего с конструкции.
Корончатое сверло, созданное Хогеном, было безопасным и не провоцировало отрыва станка с падением рабочих, но не решало проблемы с массой сверлильного станка на магнитной подошве. Хоген позднее предложил более легкую конструкцию сверлильного станка на магнитной подошве, массой всего 12,7 кг. Появление легкого станка для работы с корончатыми свёрлами обеспечило большой объём продаж как станков, так и корончатых свёрл.

## Особенности

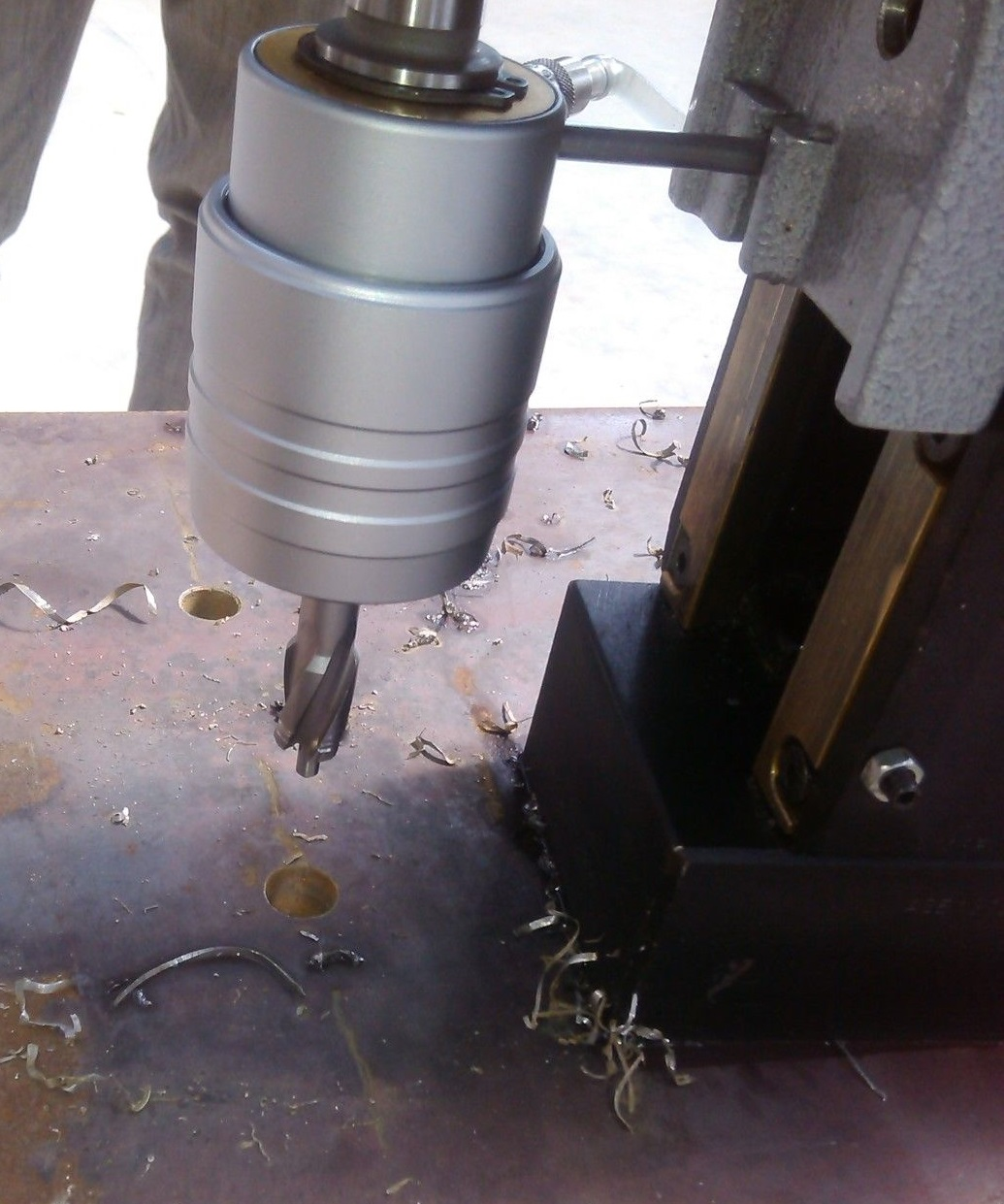
Отверстие диаметром 14 мм, сделанное корончатым сверлом с твердосплавными напайками

### Экономия времени
Так как корончатое сверло удаляет только материал по периферии отверстия, удаляется меньше материала при создании отверстия, а значит процесс происходит быстрее. Спиральное сверло сходного диаметра удаляет весь материал из отверстия, что ограничивает скорость резания. Кроме того, корончатое сверло не требует предварительного засверливания как кольцевая пила, и не требует постепенного увеличения диаметра сверла как при сверлении тонких материалов спиральными сверлами (для этих целей используется ступенчатое сверло). Отверстие корончатым сверлом получается за одно движение, что ускоряет процесс.

### Экономия энергии
Так как количество удаляемого материала меньше, на сверление затрачивается меньше энергии.

### Чистота поверхности
Отверстия, выполненные корончатым сверлом, имеют более высокую чистоту и точность, чем выполненные спиральным сверлом.

### Простота
Благодаря геометрии корончатого сверла сверление отверстий под неперпендикулярными углами к поверхности очень простое и не требует предварительных операций.

### Эффективное охлаждение
Охлаждение корончатого сверла внутреннее. Смазочно-охлаждающая жидкость подается внутрь сверла через отверстие при помощи управляющего клапаном штифта. Охлаждение и смазка особенно важны при сверлении глубоких отверстий.

### Низкий вес
Корончатые сверла требуют низких оборотов (от 50 об/мин) и обладают небольшим весом по сравнению со спиральными сверлами. С ростом диаметров разница в весе увеличивается. Низкий вес и меньшие усилия резания позволяют использовать корончатые сверла с легкими сверлильными станками на магнитной подошве.

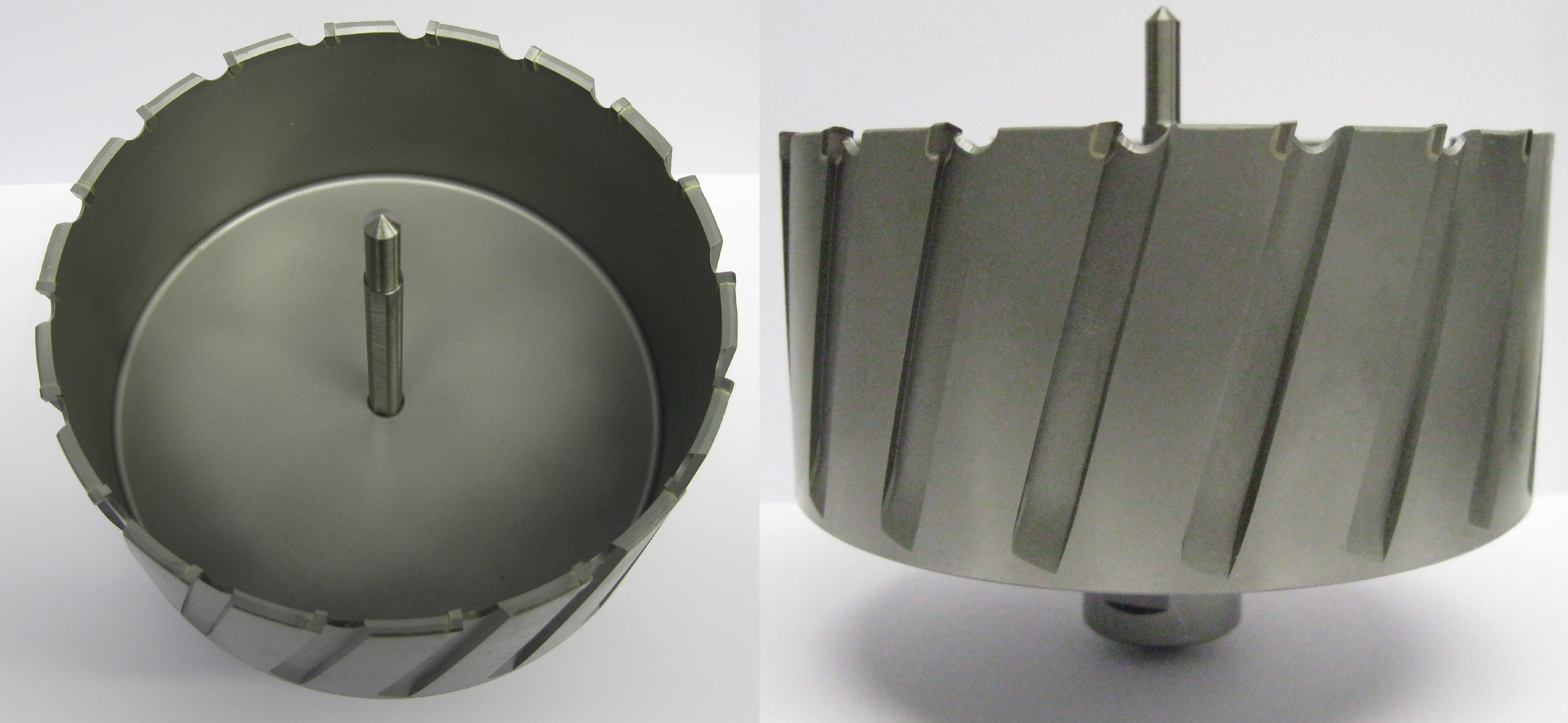
Корончатое сверло диаметром 150 мм X 55 мм с твердосплавными напайками

### Заточка
Корончатые свёрла из быстрорежущей стали (HSS) могут быть повторно заточены до тех пор, пока сохраняется приемлемая длина сверла, так же как и спиральные свёрла. Но так как корончатое сверло содержит большее количество режущих кромок, заточка может потребовать большей квалификации при ручной заточке, или использование специальных заточных станков. Корончатые свёрла с твердосплавными напайками не предполагают повторной заточки.

### Материал сверла
Корончатые свёрла выпускаются двух типов — из быстрорежущей стали (High Speed Steel — HSS) и из обычной стали с твердосплавными напайками (Tungsten carbide tipped — TCT). Свёрла из быстрорежущей стали возможно повторно затачивать, в отличие от напаек, заточка которых обычно нецелесообразна. Свёрла малых диаметров из быстрорежущей стали дешевле аналогичных свёрл с напайками примерно до диаметра 40 мм. Корончатые свёрла с твердосплавными напайками больших диаметров, как правило дешевле аналогичных из быстрорежущей стали.
Режущая кромка твердосплавной напайки позволяет вести обработку более твердых материалов, и использовать большие скорости резания, по сравнению с HSS инструментом.
Свёрла могут иметь защитное покрытие, например из нитрида титана, которое повышает долговечность и износостойкость сверла.

## Сверление труб и неровных поверхностей
Корончатые свёрла вне конкуренции, когда необходимо сверление труб или криволинейных поверхностей, сверление обычными спиральными свёрлами обычно требует множества ухищрений и предварительной подготовки (кернение). Кроме того компактность и простота работы со сверлильными станками на магнитной подошве позволяют устанавливать станок на трубу в месте, где необходимо отверстие, а не транспортировать трубу к станку. Станки для сверления трубы имеют дополнительное крепление к трубе цепями.
При работе с трубами предпочтительнее свёрла из быстрорежущей стали (HSS), свёрла с напайками из-за ударной нагрузки при сверлении более склонны к выкрашиванию.

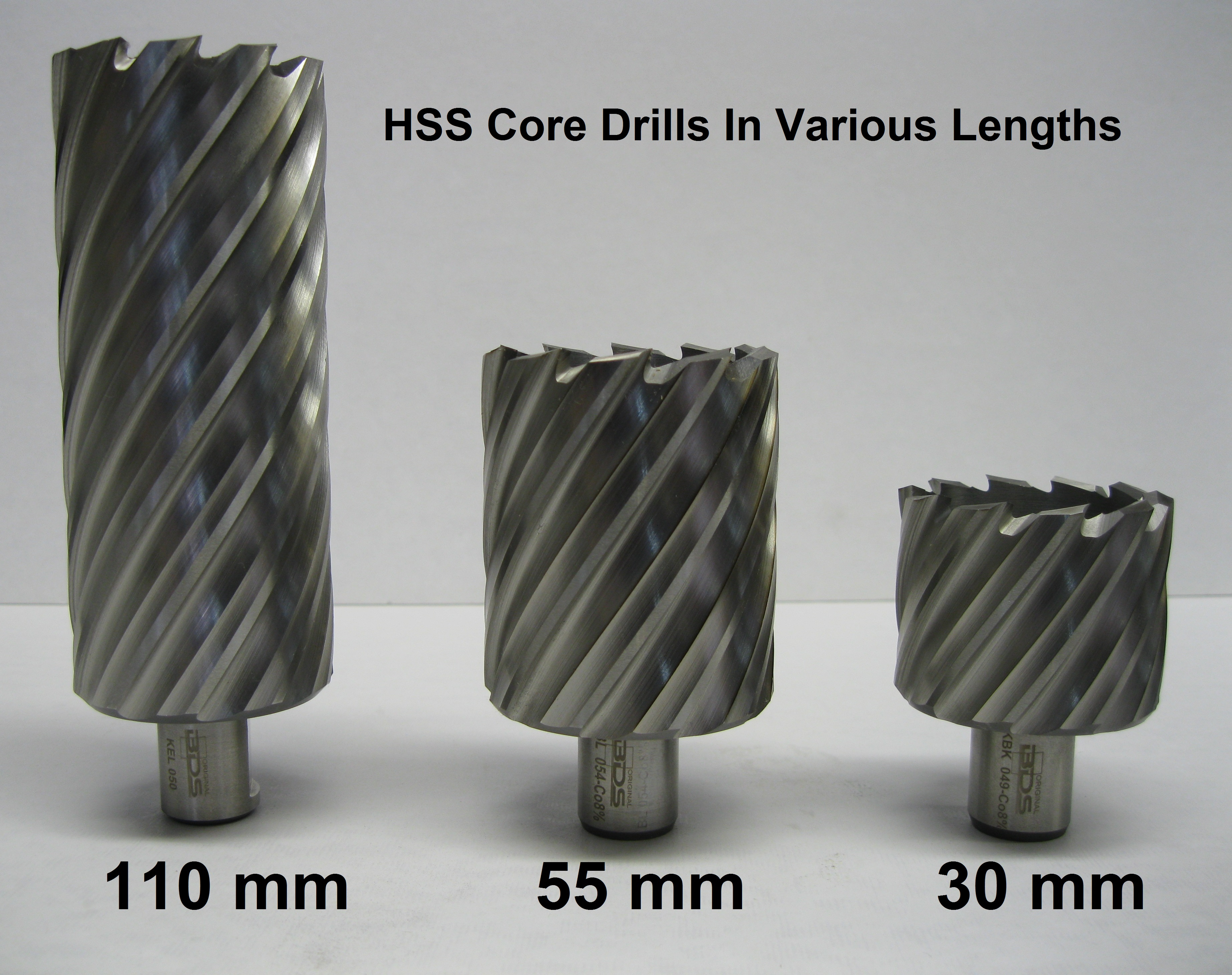
Корончатые свёрла из быстрорежущей стали различных длин

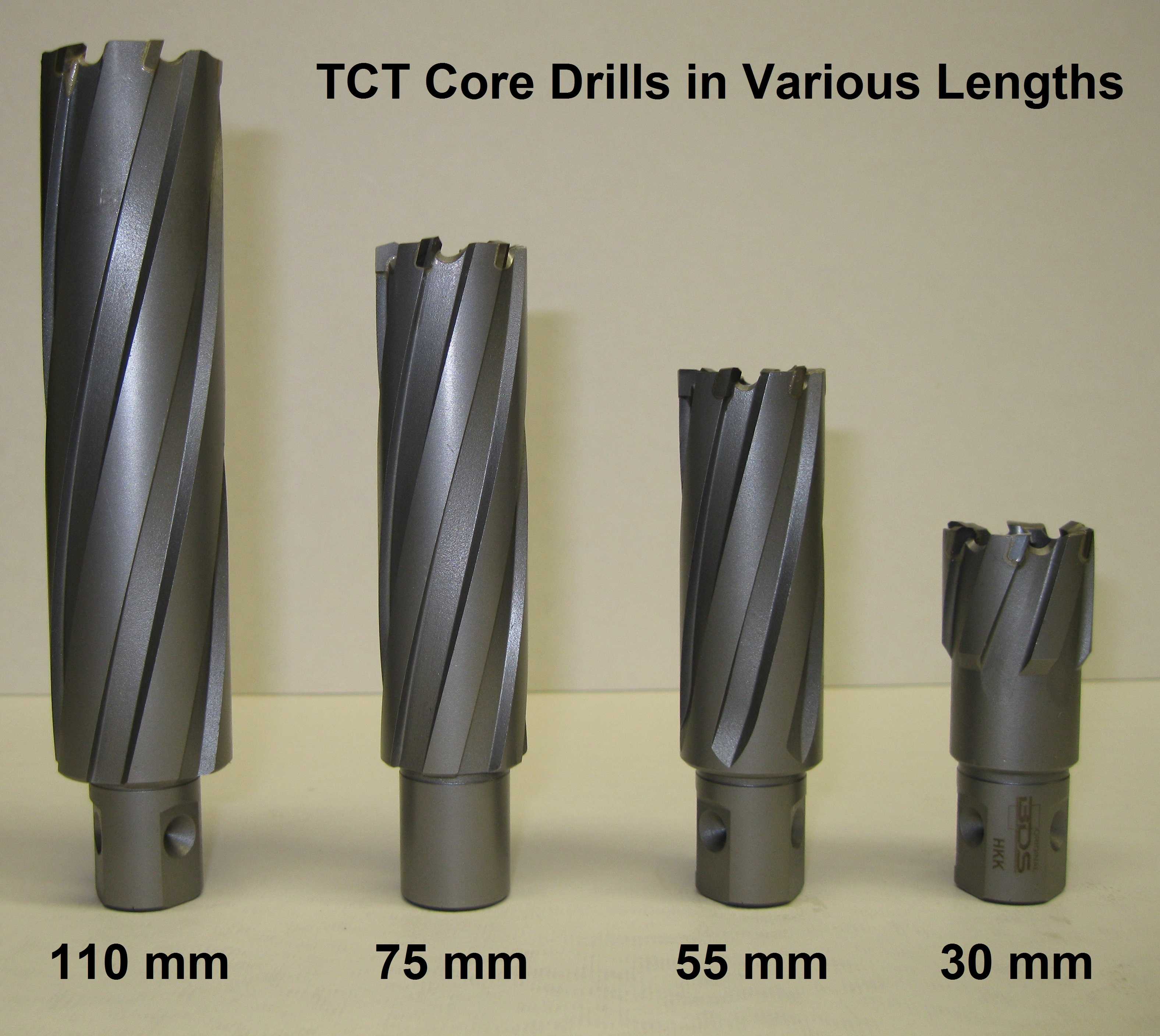
Корончатые свёрла с твердосплавными напайками различных длин